# Janelle Tee
Janelle Tee, geb. um 1991, ist eine philippinische Schauspielerin.

## Leben
Tee gab ihr Debüt 2017 in Durugin ang droga. 2019 wurde die 28-Jährige zur Siegerin der Miss Philippines Earth gewählt. In Deutschland erschienene Filme, in denen sie mitgewirkt hat, sind etwa Seventeen – Die Freundin meiner Tochter, Dish: Süße Rache und The Escort Wife.

## Filmografie
- 2017: Durugin ang droga
- 2017: Magpakailanman (Fernsehserie)
- 2018: The One That Got Away (Fernsehserie)
- 2022: Seventeen – Die Freundin meiner Tochter
- 2022: Dish: Süße Rache
- 2022: Pusoy
- 2022: Secrets
- 2022: The Escort Wife
- 2022: An/Na (Miniserie)
- 2023: Malditas in Maldives
- 2023: Ahasss
- 2024: Bubble Gang (Fernsehserie)
- 2024: Pepito Manaloto: Tuloy ang kuwento (Fernsehserie)